# バジル・ハミルトン
バジル・ハミルトン（英語: Basil Hamilton、1696年9月9日 – 1742年11月14日）は、グレートブリテン王国の政治家、ジャコバイト。1715年ジャコバイト蜂起に参加して死刑判決を受けたものの、後に恩赦され、1741年から1742年まで庶民院議員を務めた。

## 生涯
バジル・ハミルトン卿（Lord Basil Hamilton、1671年12月16日洗礼 – 1701年8月27日、ハミルトン公爵ウィリアム・ダグラス＝ハミルトンの六男）と妻メアリー（Mary、旧姓ダンバー（Dunbar）、1674年ごろ – 1760年5月15日、デイヴィッド・ダンバーの娘）の次男として、1696年9月9日に生まれた。1701年に父が死去した後、1703年に兄ウィリアムも死去すると、その遺産を継承した。
1715年ジャコバイト蜂起ではジャコバイトとして参戦、第6代ケンミュア子爵ウィリアム・ゴードンの部下として騎兵部隊を指揮した。1715年11月のプレストンの戦いで捕虜になり、1716年5月31日にロンドンで裁判にかけられた。裁判では死刑判決を受けたものの、伯父にあたる初代オークニー伯爵ジョージ・ダグラス＝ハミルトンの介入により執行猶予を受け、年収1,495ポンドに相当する領地を没収されるにとどまった。後に恩赦を受けて死刑を正式に免れた。
1733年の議会立法を経て領地を取り戻した後、1734年イギリス総選挙でダンフリーズ・バラ選挙区から出馬した。ダンフリーズ・バラ選挙区では1722年から1734年まで第3代クイーンズベリー公爵チャールズ・ダグラスの推薦する人物が当選していたが、クイーンズベリー公爵が1734年までに野党に転じ、チャールズ・アースキンが対立候補として立候補した。ハミルトンはクイーンズベリー公爵の支持を受けたが、結局敗北した。
1739年にジェームズ老僭王の代理人からスコットランドでの武装蜂起計画への意見を問われ、「適切な時機ではない」（it was not then a proper time to make an attempt）と返答した。
1741年イギリス総選挙でカークブリー・ステュアートリー選挙区から出馬、ウォルポール派ホイッグ党候補を破って当選した。議会では1741年12月に選挙委員会（elections committee）の議長選挙で野党候補に投票した。
1742年11月14日に死去した。

## 家族
1722年までにイザベラ・マッケンジー（Isabella Mackenzie、1725年4月没、アレクサンダー・マッケンジー閣下の娘）と結婚して、2男2女をもうけた。
- メアリー（1720年5月8日 – 1750年5月11日 エディンバラ） - ラナルド・マクドナルド（Ranald Macdonald）と結婚[1]
- エリザベス（1721年4月10日 – ?） - 早世[1]
- ダンバー（1722年12月1日 – 1799年5月26日 エディンバラ） - 第4代セルカーク伯爵[1]
- バジル - 早世[1]